# Coucal atralbin
Centropus ateralbus
Espèce
Statut de conservation UICN

 LC  : Préoccupation mineure
Le Coucal atralbin (Centropus ateralbus) est une espèce d'oiseau de la famille des Cuculidae. C'est une espèce monotypique.
Cet oiseau est endémique de l'archipel Bismarck.